# Осмилиды
Осмилиды (лат. Osmylidae) — семейство насекомых из отряда сетчатокрылых. Около 280 видов. 

## Описание
Длина от 15 до более чем 120 мм. 
Личинок Osmylidae отличает наличие длинных, прямых челюстей, некоторые из них ведут околоводный образ жизни.

## Палеонтология
Osmylidae хорошо представлены в ископаемом состоянии, древнейшие находки происходят из отложений нижней юры Центральной Азии. В качестве сестринского таксона Osmylidae рассматриваются Nevrorthidae. Предполагается, что Osmylidae могли произойти от форм, близких к вымершему семейству Archeosmylidae, существовавшему в перми и триасе.

## Классификация
Насчитывает 278 видов в составе 25 ныне живущих и 38 вымерших родов. Выделяют 8 современных подсемейств и одно вымершее.
- Eidoporisminae
- Gumillinae Navás, 1912[1]
- Kempyninae Krüger, 1913[1]
- † Mesosmylininae Bode, 1953[8]
- Osmylinae
- Porisminae
- Protosmylinae Krüger, 1913[1]
- Spilosmylinae Krüger, 1913[1]
- Stenosmylinae

## Распространение
Встречается на всех континентах, за исключением Северной Америки и Антарктиды. 